# 寶琳站
寶琳站（英語：Po Lam Station）是一個位於香港新界西貢區將軍澳寶林貿業路旁，新都城中心一至三期之間，屬於港鐵將軍澳綫的鐵路車站，於2002年8月18日啟用。
寶琳站雖然鄰近寶林邨，但車站站名則取自附近的街道寶琳北路，二者的「林」與「琳」寫法不同。
- 車站外觀（2023年12月）

## 車站構造
寶琳站月台及大堂同樣位於地面層，並已裝設空調。車站亦是前地鐵系統中少數可直接由月台層走出車站的地面車站之一。
鐵路路軌由地面於隔音牆內慢慢下降至地底，在寶琳站南端一路沿著景林邨旁建有一個綠化公園，一方面覆蓋路軌，另一方面可以為區內提供綠化空間。

### 樓層
| U1                | 平台 | A、B出口、商店、自助服務 |  |  |
| G                 | 大堂 | C出口、客務中心、商店、自助服務 |  |  |
| G                 | 月台 | \| 側式 · 開左邊车门 \| \| \| \| \| \| \| 1 \| 將軍澳綫往北角及康城[註 4]（坑口） \| \| \| \| \| \| 將軍澳綫側綫（供列車停泊，不對外開放） \| \| \| |  |  |
| 側式 · 開左邊车门 |      | |  |  |
|                   | 1    | 將軍澳綫往北角及康城（坑口） |  |  |
|                   |      | 將軍澳綫側綫（供列車停泊，不對外開放） |  |  |

### 車站大堂及商店
現時大堂非付費區內以及A、B出口上層連接新都城商場通道旁均設有各類型的商店以及自助服務設施。客務中心位於大堂中央，而近出入口的扶手電梯旁則設有香港郵政郵箱。而B出口旁亦設有港鐵「會員服務站」。
- 大堂（2021年7月）
- 大堂設有《將軍澳綫通車紀念碑記》（2023年12月）
- A出口外的商店（2023年12月）

### 月台設計及爭議
寶琳站與許多港鐵站不同，車站月台與大堂位處同一層，而車站只設一個側式月台，並已裝設月台幕門。當列車抵站後會停留一段短時間上落客後便會以相反方向離開，以免妨礙下一班列車進站；正因如此設計，下一班列車不時會為了保持安全距離而在未到站時減速甚至停下，直至前方列車離開。另外，在車站1號月台後方亦設有一條側線供列車停泊。
- 1號月台（將軍澳綫往北角／康城方向，2021年7月）
- 月台與大堂均位處於同一樓層（2021年7月）

### 出入口
寶琳站設有6個出入口，而當中A、B出口連接新都城二期商場，並設有數條行人天橋通往新都城一、三期商場以及鄰近住宅物業；而C出口則通往貿業路，而車站外亦設有升降機連接貿業路與車站平台。
|                                        |                | |      |
| 編號                                   | 指示           | 建議前往的目的地 | 圖片 |
| 出口 · A · 1                           | 新都城商場三期 | 新都城商場三期、都會豪庭、明愛樂謙展能中心及明愛樂敬宿舍、綠在寶琳、綠在西貢、港專將軍澳綜合服務中心、茵怡花園 |      |
| 出口 · A · 2                           | 新都城商場二期 | 新都城商場二期、MCL 新都城戲院、新都城二期、香港教育大學將軍澳教學中心、將軍澳官立中學、將軍澳賽馬會診所、欣明苑、魷魚灣村、英明苑 |      |
| 出口 · B · 1                           | 新都城商場二期 | 新都城商場二期、浩明苑、寶林公共運輸交匯處、聖公會安老服務、聖公會施洗聖約翰堂 |      |
| 出口 · B · 2                           | 新都城商場一期 | 新都城商場一期、馬錦明慈善基金馬陳端喜紀念中學 |      |
| 出口 · B · 3                           | 景林邨         | 景林邨、張沛松紀念中學、順德聯誼總會鄭裕彤中學、CFSC成龍全人發展中心、香港正覺蓮社佛教黃藻森學校、景林天主教小學、寶康公園、翠軒、東華三院王余家潔紀念小學 |      |
| 出口 · C · 无障碍通道标志 · 升降机标志 | 貿業路         | 貿業路、迦密主恩中學、香港中文大學專業進修學院、富麗花園、靈實醫院、康盛花園、景嶺書院、樂善堂劉德學校、茅湖仔村、保良局羅氏基金中學、保良局陸慶濤小學、寶林邨、寶林商場、寶翠公園、旭輝臺、怡心園、聖公會將軍澳基德小學、順德聯誼總會梁潔華小學、將軍澳公共圖書館、將軍澳培智學校、將軍澳社會保障辦事處、將軍澳體育館、將軍澳游泳池、將軍澳村、翠林邨、崇真會美善幼稚園、東華三院呂潤財紀念中學、邱子文高中學校、慧安園、仁濟醫院靚次伯紀念中學 |      |
| 註： 設有 \| 設有                      |                | |      |

- 連接C出口與車站平台的升降機（2023年12月）
- B3出口外的平台花園（2023年12月）

### 車站藝術
|  | 《樓樓起樓樓》 | 黃國才（香港） | 車站A1、B2出口 | 2002年8月 |

## 利用狀況
由於寶琳站鄰近多個大型屋苑、商場、屋邨及學校，因此車站的人流眾多。
自康城站通車後，將軍澳綫來往北角及寶琳的列車於繁忙時段內由每小時22班大幅縮減至每小時18班，民主黨曾兩度抗議班次調整的安排，亦有部分將軍澳居民對班次調整安排感到相當不滿及擾民。

## 接駁交通
寶琳站旁的新都城二期地面建有寶林公共運輸交匯處，供乘客轉乘巴士或小巴前往其它地區。雖然公共運輸交匯處位於寶琳站旁，唯由於被車站側綫阻隔，乘客需取道上層及新都城中心二期商場才能到達。

## 歷史
寶琳站於2002年8月18日隨將軍澳綫通車而啟用，而車站承建商為前田建設工業株式會社。

### 反修例期間事件
- 2019年9月4日晚上約9時，多名反修例示威者無視車站張貼的法庭禁制令，於寶琳站要求站長交待就2019年8月31日晚上將軍澳綫沿途各站提早關閉的原因。期間，一名女乘客因拍攝反修例示威者而被示威者捉著其手腳毆打，隨後兩名寶琳站站長亦為保護該名受襲女乘客而被反修例示威者毆打後需送院治理；直至當晚約11時正，有反修例示威者以雨傘破壞多部閘機；其後於凌晨零時許，一名調景嶺站男站長下班後身穿便服乘搭港鐵抵達寶琳站後遭到被反修例示威者包圍毆打至倒地後需送院治理，最終有兩名反修例示威者因施襲而被防暴警員制服後被捕，而其中一人則為2019年區議會選舉的環保北區議員候選人何梓聰。隨後港鐵宣布寶琳站關閉，將軍澳綫列車須改以坑口站為終點站[7][8][9][10]。

## 未來發展

### 東九龍綫
據《鐵路發展策略2014》，香港特區政府建議興建東九龍綫，連接將軍澳綫寶琳站或者觀塘綫或屯馬綫的鑽石山站，走線途經觀塘半山北部，中途設置：寶達站、秀茂坪站、順天站及彩雲站。報告指出東九龍綫可充當將軍澳地區和九龍之間行程的替代路線，如將軍澳綫的列車服務受阻，受影響的乘客可取道這條替代路線以轉乘觀塘綫。

## 外部連結
- 港鐵公司－寶琳站街道圖 （页面存档备份，存于）
- 港鐵公司－寶琳站位置圖 （页面存档备份，存于）
- 港鐵公司－寶琳站列車服務時間 （页面存档备份，存于）
- 香港鐵路大典上的相关条目：寶琳站